# Peyrillac-et-Millac
Pour les articles homonymes, voir Millac (homonymie).
Peyrillac-et-Millac [peʁijak e mijak] est une ancienne commune française située dans le département de la Dordogne, en région Nouvelle-Aquitaine.
Depuis le 1er janvier 2022, elle est une commune déléguée de la commune nouvelle de Pechs-de-l'Espérance.

## Géographie

### Généralités
En Périgord noir, dans le quart sud-est département de la Dordogne et limitrophe du département du Lot, la commune de Peyrillac-et-Millac fait partie de l'aire d'attraction de Sarlat-la-Canéda (zonage d'étude statistique). D’une superficie de 6,94 km2, son territoire est bordé au sud par la Dordogne qui le baigne sur plus de quatre kilomètres.
L'altitude minimale, 80 mètres, se trouve localisée à l'extrême sud-ouest, au sud du lieu-dit le Gadenaud, là où la Dordogne quitte la commune et sert de limite entre celles de Carlux et Saint-Julien-de-Lampon. L'altitude maximale avec 321 ou 323 mètres, est située au nord-est, au lieu-dit Pech Chanta. Sur le plan géologique, le sol se compose de calcaires du Mésozoïque sur les coteaux et d'alluvions holocènes en vallée de la Dordogne.
Traversé par la route départementale (RD) 703 que rejoint la RD 703E3, le bourg de Peyrillac est situé, en distances orthodromiques, cinq kilomètres à l'ouest de Souillac et quinze kilomètres à l'est du centre-ville de Sarlat-la-Canéda.
Au sud-est, la commune est traversée sur un kilomètre par la ligne ferroviaire des Aubrais à Montauban qui franchit la Dordogne au viaduc de Mareuil. La gare la plus proche de la commune est celle de Souillac.
L’ancienne ligne ferroviaire de Siorac à Cazoulès qui passe au bourg de Peyrillac a été transformée en voie verte.
Entre Carlux et Souillac, le nord du territoire communal est parcouru sur plus de quatre kilomètres par le sentier de grande randonnée GR 6 dont une partie sert de limite avec les communes d'Orliaguet et Souillac.

### Communes limitrophes

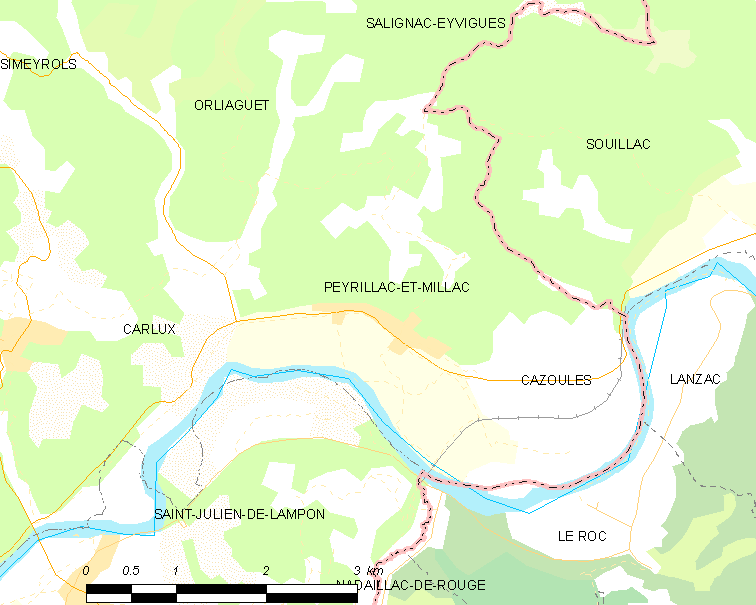
Carte de Peyrillac-et-Millac et des communes avoisinantes.

En 2021, avant la création de la commune nouvelle de Pechs-de-l'Espérance, Peyrillac-et-Millac était limitrophe de sept autres communes, dont deux dans le département du Lot. Au nord, le territoire de Salignac-Eyvigues était limitrophe sur moins de quarante mètres.
| Orliaguet              | Salignac-Eyvigues   | Souillac (Lot) |
| Carlux                 | Peyrillac-et-Millac | Cazoulès       |
| Saint-Julien-de-Lampon |                     | Le Roc (Lot)   |

### Hydrographie

#### Réseau hydrographique
La commune est située dans le bassin de la Dordogne au sein du Bassin Adour-Garonne. Elle est drainée par la Dordogne, le ruisseau de Tournefeuille et, qui constituent un réseau hydrographique de 2 km de longueur totale,.
La Dordogne, d'une longueur totale de 483,1 km, prend naissance sur les flancs du puy de Sancy (1 885 m), dans la chaîne des monts Dore, traverse six départements, dont la Dordogne dans sa partie sud, et conflue avec la Garonne, pour former l'estuaire de la Gironde.
Le Tournefeuille, d'une longueur totale de 14,59 km, prend sa source dans le Lot dans la commune de Payrac et se jette  dans la Dordogne en limite de Pechs-de-l'Espérance, Saint-Julien-de-Lampon et Le Roc, après avoir traversé neuf communes.

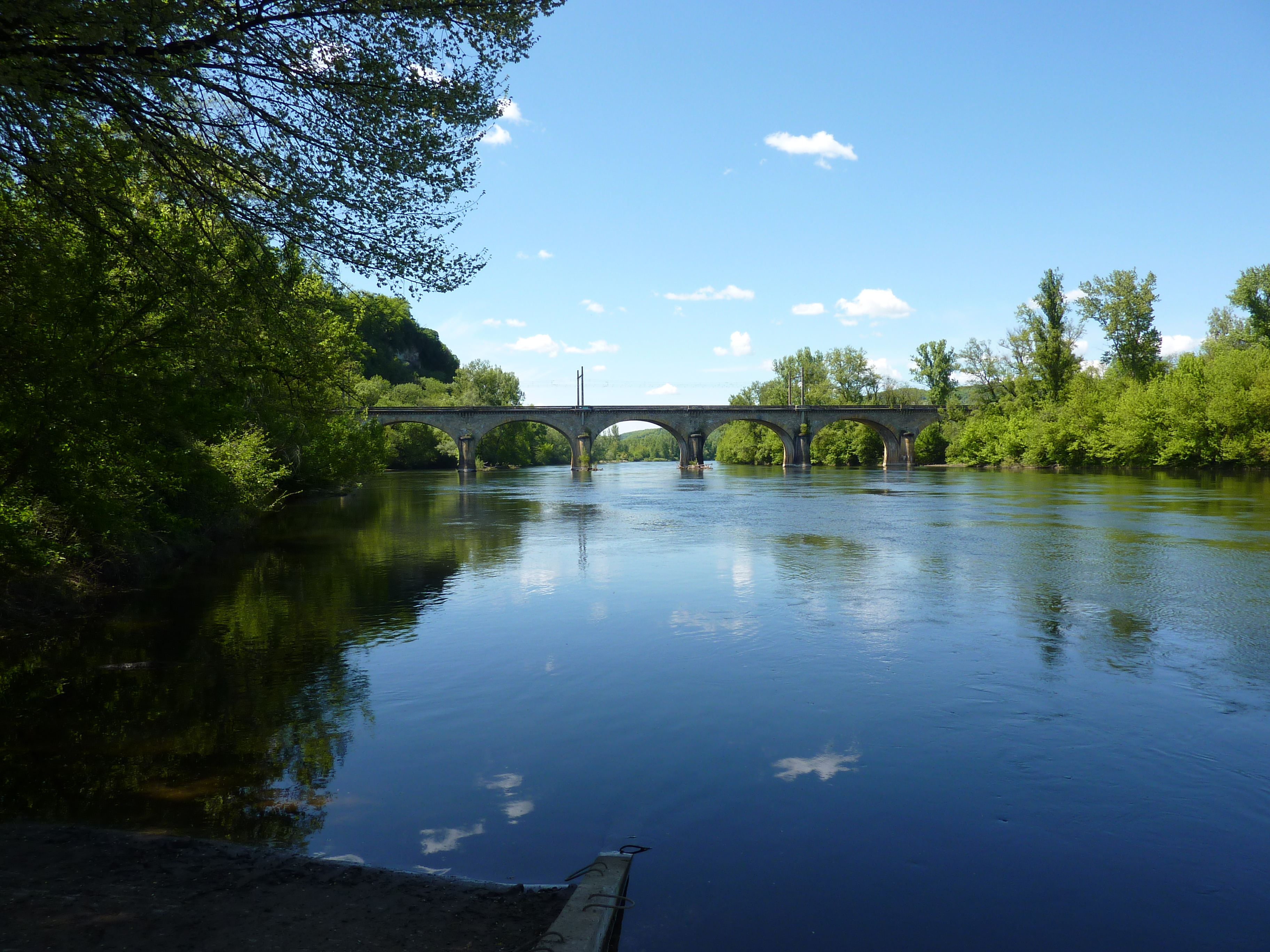
La Dordogne au viaduc ferroviaire de Mareuil, en limite du Roc (sur la gauche) et de Peyrillac-et-Millac (en rive opposée).
Réseaux hydrographique et routier de Peyrillac-et-Millac.

#### Gestion et qualité des eaux
Le territoire communal est couvert par le schéma d'aménagement et de gestion des eaux (SAGE) « Dordogne amont ». Ce document de planification, dont le territoire s'étend des sources de la Dordogne jusqu'à la confluence de la Vézère à Limeuil, d'une superficie de 9 700 km2 est en cours d'élaboration. La structure porteuse de l'élaboration et de la mise en œuvre est l'établissement public territorial de bassin de la Dordogne (EPIDOR). Il définit sur son territoire les objectifs généraux d’utilisation, de mise en valeur et de protection quantitative et qualitative des ressources en eau superficielle et souterraine, en respect des objectifs de qualité définis dans le troisième SDAGE  du Bassin Adour-Garonne qui couvre la période 2022-2027, approuvé le 10 mars 2022.
La qualité des eaux de baignade et des cours d’eau peut être consultée sur un site dédié géré par les agences de l’eau et l’Agence française pour la biodiversité.

### Climat
Pour des articles plus généraux, voir Climat de la Nouvelle-Aquitaine et Climat de la Dordogne.
Historiquement, la commune est exposée à un climat océanique aquitain.  
En 2020, Météo-France publie une typologie des climats de la France métropolitaine dans laquelle la commune est exposée à un climat océanique altéré et est dans la région climatique Ouest et nord-ouest du Massif Central, caractérisée par une pluviométrie annuelle de 900 à 1 500 mm, maximale en automne et en hiver.
Pour la période 1971-2000, la température annuelle moyenne est de 12,8 °C, avec  une amplitude thermique annuelle de 15 °C. Le cumul annuel moyen de précipitations est de 936 mm, avec 11,5 jours de précipitations en janvier et 7 jours en juillet. Pour la période 1991-2020 la température moyenne annuelle observée sur la station météorologique la plus proche, située sur la commune de Salignac-Eyvigues à 12 km à vol d'oiseau, est de 13,0 °C et le cumul annuel moyen de précipitations est de 907,1 mm,. Pour l'avenir, les paramètres climatiques de la commune estimés pour 2050 selon différents scénarios d’émission de gaz à effet de serre sont consultables sur un site dédié publié par Météo-France en novembre 2022.

### Milieux naturels et biodiversité

#### Natura 2000
La Dordogne est un site du réseau Natura 2000 limité aux départements de la Dordogne et de la Gironde, et qui concerne les 104 communes riveraines de la Dordogne, dont Peyrillac-et-Millac,. Seize espèces animales et une espèce végétale inscrites à l'annexe II de la directive 92/43/CEE de l'Union européenne y ont été répertoriées.
La zone Coteaux calcaires de la vallée de la Dordogne, qui s'étend au total sur 3 686 hectares et est partagée avec vingt-quatre autres communes, fait aussi partie du réseau Natura 2000,. Deux espèces de chauves-souris inscrites à l'annexe II de la directive 92/43/CEE de l'Union européenne y ont été répertoriées : le Grand rhinolophe (Rhinolophus ferrumequinum) et le Petit rhinolophe (Rhinolophus hipposideros).
Sur la commune, elle s'étend sur plus d'un kilomètre carré et se situe au nord de la route départementale 703, en deux sites séparés par la route menant de Millac à Peyrillac.

#### ZNIEFF
Environ 60 % du territoire communal — toute la partie nord de la commune — fait partie de la zone naturelle d'intérêt écologique, faunistique et floristique (ZNIEFF) de type II Secteur forestier de Borrèze qui s'étend sur treize communes (dix en Dordogne et trois dans le Lot),. Deux espèces déterminantes de plantes ont été recensées sur cette ZNIEFF : l'Euphorbe de Séguier (Euphorbia seguieriana) et la Leuzée conifère (Rhaponticum coniferum), ainsi que 87 autres espèces végétales.
Hormis pour les 375 mètres en amont du viaduc ferroviaire de Mareuil, Peyrillac-et-Millac fait partie des 102 communes concernées par une autre ZNIEFF de type II, La Dordogne,, dans laquelle ont été répertoriées huit espèces animales déterminantes et cinquante-sept espèces végétales déterminantes, ainsi que quarante-trois autres espèces animales et trente-neuf autres espèces végétales.
Pour les 375 mètres en amont du viaduc ferroviaire de Mareuil, Peyrillac-et-Millac est concernée par une autre ZNIEFF de type II : la « vallée de la Dordogne quercynoise » (8 758 ha), couvrant 28 communes : deux en Corrèze, deux en Dordogne et vingt-quatre dans le Lot.
Seule commune de la Dordogne avec Cazoulès, Peyrillac-et-Millac est concernée par la ZNIEFF de type I « La Dordogne quercynoise » sur les 375 mètres en amont du viaduc ferroviaire de Mareuil, comprenant de nombreuses espèces déterminantes (soixante-six  animales et cinquante végétales),.
Le site « Couasnes de Saint-Julien-de-Lampon » est une ZNIEFF de type I de 261,47 hectares correspondant au cours de la Dordogne, à ses rives proches et à ses couasnes (ses bras morts) qui s'étend sur 261,47 hectares et dont environ 7 % se situent sur le territoire de Peyrillac-et-Millac,.

## Urbanisme

### Typologie
Peyrillac-et-Millac est une commune rurale, car elle fait partie des communes peu ou très peu denses, au sens de la grille communale de densité de l'Insee,,,.
Par ailleurs la commune fait partie de l'aire d'attraction de Sarlat-la-Canéda, dont elle est une commune de la couronne. Cette aire, qui regroupe 47 communes, est catégorisée dans les aires de moins de 50 000 habitants,.

### Occupation des sols
L'occupation des sols de la commune, telle qu'elle ressort de la base de données européenne d’occupation biophysique des sols Corine Land Cover (CLC), est marquée par l'importance des forêts et milieux semi-naturels (50,9 % en 2018), une proportion identique à celle de 1990 (51,3 %). La répartition détaillée en 2018 est la suivante : 
forêts (50,9 %), terres arables (25,7 %), zones agricoles hétérogènes (10,5 %), prairies (5 %), zones urbanisées (4,4 %), eaux continentales (3,5 %). L'évolution de l’occupation des sols de la commune et de ses infrastructures peut être observée sur les différentes représentations cartographiques du territoire : la carte de Cassini (XVIIIe siècle), la carte d'état-major (1820-1866) et les cartes ou photos aériennes de l'IGN pour la période actuelle (1950 à aujourd'hui).

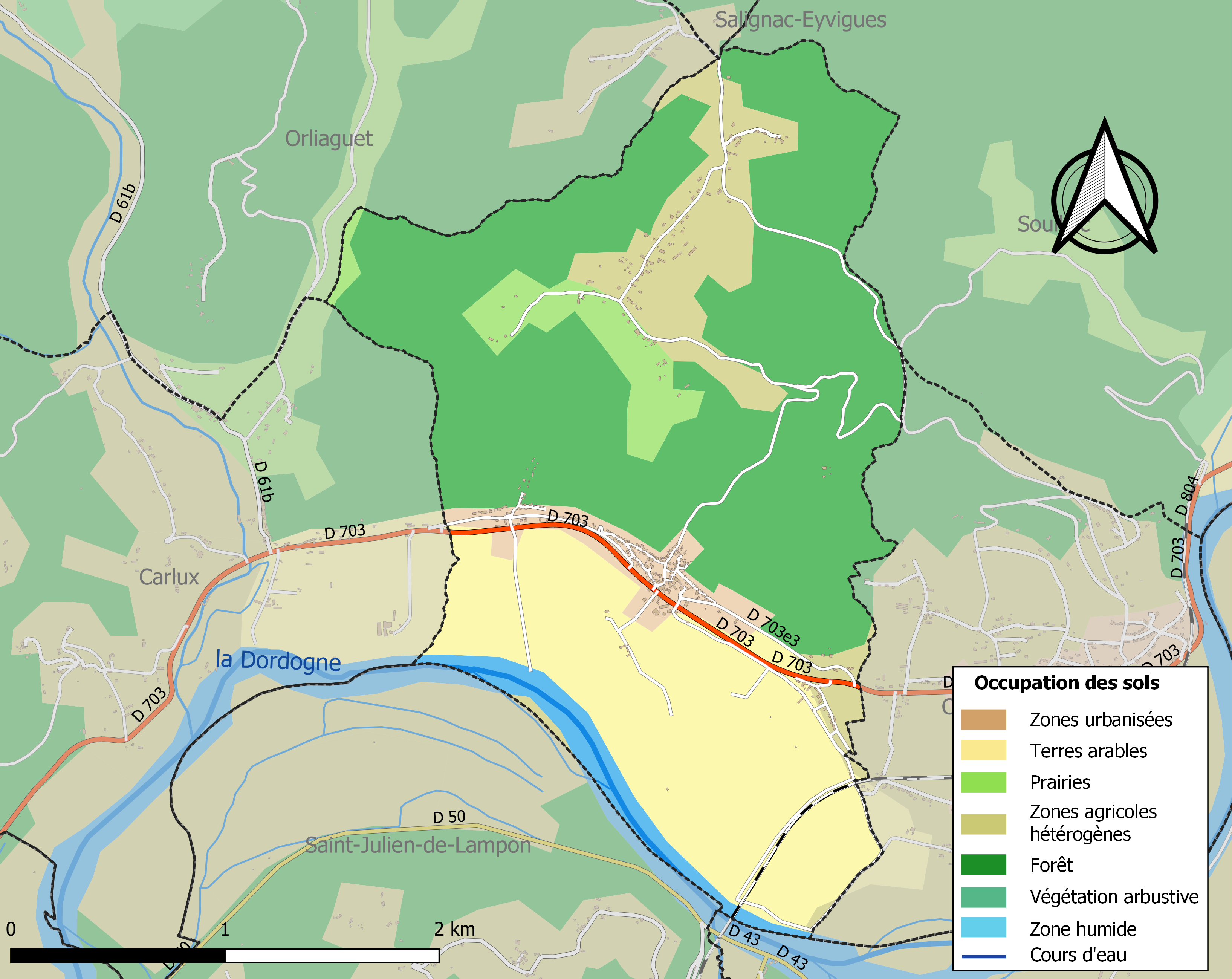
Carte des infrastructures et de l'occupation des sols de la commune en 2018 (CLC).

### Villages, hameaux et lieux-dits
Outre les bourgs de Millac et de Peyrillac proprement dits, le territoire se compose d'autres villages ou hameaux, ainsi que de lieux-dits :
- Bos Nègre
- le Bouriage
- le Bouscandier
- les Civadals
- Combe de Lafont
- Fargueyret
- Fontqueyrade
- les Fonts Hautes
- le Gadenaud
- Ginestet
- Liarode
- Pech Caubert
- Pech Chanta
- Pech Chavau
- Pech Saint-Martin
- Pech du Turelure.

### Prévention des risques
Le territoire de la commune de Peyrillac-et-Millac est vulnérable à différents aléas naturels : météorologiques (tempête, orage, neige, grand froid, canicule ou sécheresse), inondations, feux de forêts, mouvements de terrains et séisme (sismicité très faible). Il est également exposé à un risque technologique, la rupture d'un barrage. Un site publié par le BRGM permet d'évaluer simplement et rapidement les risques d'un bien localisé soit par son adresse soit par le numéro de sa parcelle.

#### Risques naturels
Certaines parties du territoire communal sont susceptibles d’être affectées par le risque d’inondation par débordement de cours d'eau, notamment la Dordogne et le ruisseau de Tournefeuille. La commune a été reconnue en état de catastrophe naturelle au titre des dommages causés par les inondations et coulées de boue survenues en 1982, 1983, 1993, 1999 et 2021,. Le risque inondation est pris en compte dans l'aménagement du territoire de la commune par le biais du plan de prévention des risques inondation (PPRI) de la « vallée de la Dordogne amont »  approuvé le 15 avril 2011, pour les crues de la Dordogne,.
Peyrillac-et-Millac est exposée au risque de feu de forêt. L’arrêté préfectoral du 14 mars 2013 fixe les conditions de pratique des incinérations et de brûlage dans un objectif de réduire le risque de départs d’incendie. À ce titre, des périodes sont déterminées : interdiction totale du 15 février au 15 mai et du 15 juin au 15 octobre, utilisation réglementée du 16 mai au 14 juin et du 16 octobre au 14 février. En septembre 2020, un plan inter-départemental de protection des forêts contre les incendies (PidPFCI) a été adopté pour la période 2019-2029,.
Les mouvements de terrains susceptibles de se produire sur la commune sont des tassements différentiels. Le retrait-gonflement des sols argileux est susceptible d'engendrer des dommages importants aux bâtiments en cas d’alternance de périodes de sécheresse et de pluie. 2,5 % de la superficie communale est en aléa moyen ou fort (58,6 % au niveau départemental et 48,5 % au niveau national métropolitain). Depuis le 1er octobre 2020, en application de la loi ÉLAN, différentes contraintes s'imposent aux vendeurs, maîtres d'ouvrages ou constructeurs de biens situés dans une zone classée en aléa moyen ou fort,.
La commune a été reconnue en état de catastrophe naturelle au titre des dommages causés par des mouvements de terrain en 1999.

#### Risque technologique
La commune est en outre située en aval du barrage de Bort-les-Orgues, un ouvrage de classe A situé dans le département de la Corrèze et faisant l'objet d'un PPI depuis 2009. À ce titre elle est susceptible d’être touchée par l’onde de submersion consécutive à la rupture de cet ouvrage.

## Toponymie
La première mention écrite connue de Millac date de l'an 1345 sous la forme Par(r)ochia de Milhaco qui se réfère à sa paroisse,. Millac correspond au domaine d'Emilius, du nom d'un personnage gallo-roman auquel a été ajouté le suffixe -acum indiquant la propriété. Le nom de Peyrillac n'a pas d’ancienne attestation. Il dérive d’un autre personnage gallo-roman, Patrilius, suivi du suffixe -acum, représentant le domaine de Patrilius.
Sur la carte de Cassini représentant la France entre 1756 et 1789, Peyrillac porte le même nom mais Millac est identifié sous le nom de Milliac le Sec.
En occitan, la commune porte le nom de Pairilhac e Milhac.

## Histoire
Le territoire communal a été occupé dès le Néolithique.
Au Moyen Âge, la paroisse de Millac dépendant de la châtellenie de Salignac et celle de Peyrillac dépendait de la châtellenie de Carlux qui relevait elle-même de la vicomté de Turenne.
Le 8 juin 1944, le 1er bataillon du 4e régiment SS « Der Führer » de la 2e division blindée « Das Reich », en route vers la Normandie, traverse la commune en direction de Souillac et croise une voiture de résistants qui revenaient de Cazoulès : trois d'entre eux parviennent à s'échapper mais le chauffeur — qui était chef de district du ravitaillement — est tué.
En 2021, la création d'une commune nouvelle, « Pechs-de-l'Espérance », est envisagée en association avec Cazoulès et Orliaguet.

## Politique et administration

### Rattachements administratifs et électoraux
Dès 1790, la commune de Cazoulès est rattachée canton de Carlux qui dépend du district de Sarlat jusqu'en 1795, date de suppression des districts. En 1801, le canton dépend de l'arrondissement de Sarlat (devenu l'arrondissement de Sarlat-la-Canéda en 1965).
Dans le cadre de la réforme de 2014 définie par le décret du 21 février 2014, ce canton disparaît aux élections départementales de mars 2015. La commune est alors rattachée au canton de Terrasson-Lavilledieu.

### Intercommunalité
Fin 2000, Peyrillac-et-Millac intègre dès sa création la communauté de communes du Carluxais. En novembre 2003, celle-ci prend l'appellation de communauté de communes du Carluxais Terre de Fénelon qui est dissoute au 31 décembre 2013 et remplacée au 1er janvier 2014 par la communauté de communes du Pays de Fénelon.

### Administration municipale
La population de la commune étant comprise entre 100 et 499 habitants au recensement de 2017, onze conseillers municipaux ont été élus en 2020,.

### Liste des maires puis des maires délégués

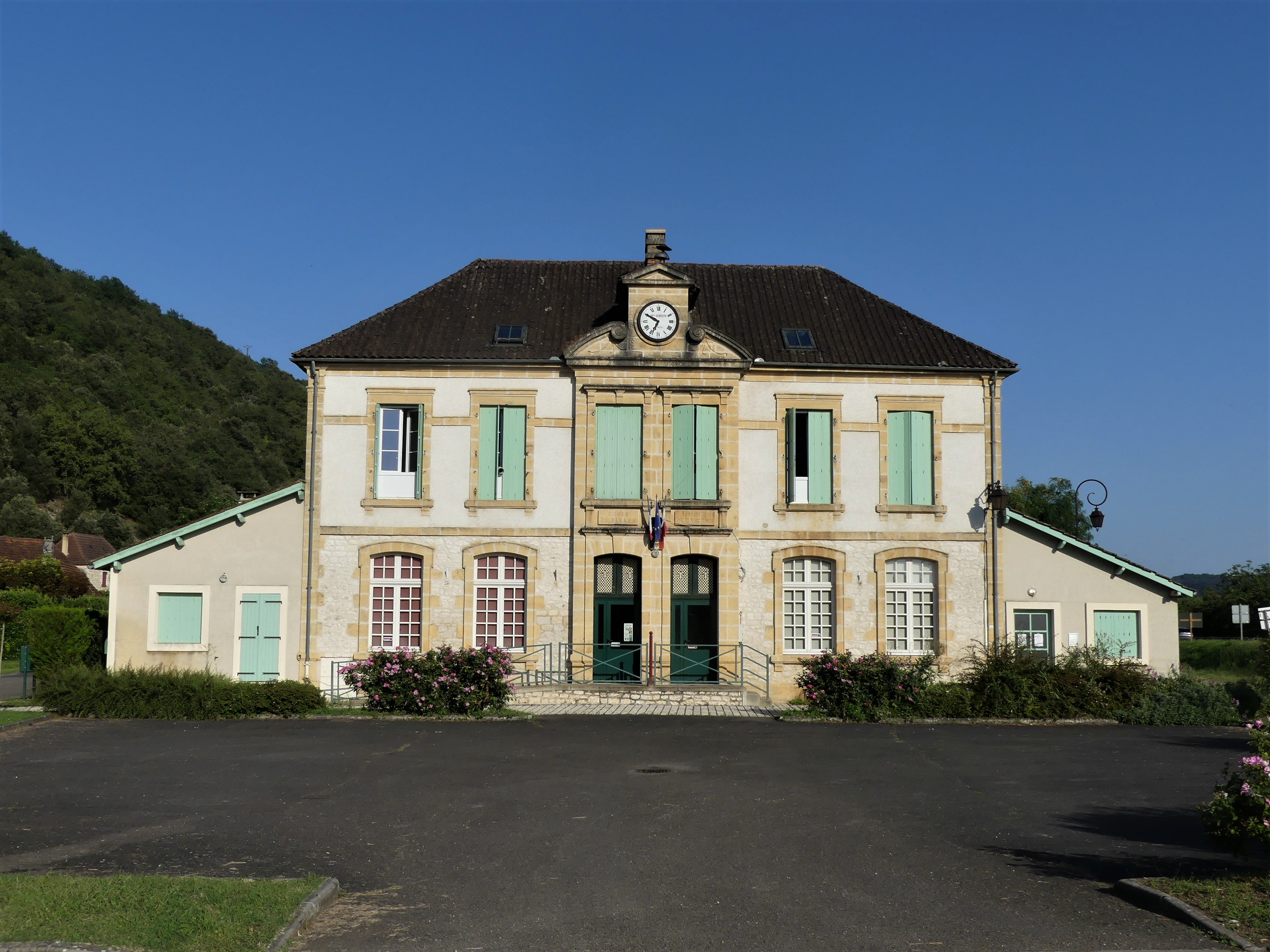
La mairie en 2021.

| Période                                  | Période       | Identité            | Étiquette | Qualité    |
| ---------------------------------------- | ------------- | ------------------- | --------- | ---------- |
| Les données manquantes sont à compléter. |               |                     |           |            |
| 1791                                     | 1796          | François Regnaud    |           |            |
| 1796                                     | 1800          | Jacques Magnac      |           |            |
| 1800                                     | 1835          | François Regnaud    |           | -          |
| 1835                                     | 1878          | Léon Regnaud        |           |            |
| 1878                                     | 1904          | Jean Cheyrie        |           |            |
| 1904                                     | 1904          | Baptiste Rode       |           |            |
| 1904                                     | 1906          | Jean Cheyrie        |           |            |
| 1906                                     | 1912          | Henri Pechayrand    |           |            |
| 1912                                     | 1938          | Jean Laborie        |           |            |
| 1938                                     | 1941          | Pierre Magnac       |           |            |
| 1941                                     | 1944          | Henri Leyris        |           |            |
| 1944                                     | 1945          | Louis Jean Mercèdre |           |            |
| 1945                                     | 1966          | Louis Fadeuille     |           |            |
| 1966                                     | 1977          | Philippe Levet      |           |            |
| 1977                                     | 1989          | Jean Francès        |           |            |
| 1989                                     | mars 2008     | Michèle Levet       |           |            |
| mars 2008                                | mars 2014     | Sylvie Mansouri     | SE        | Infirmière |
| mars 2014                                | décembre 2021 | Ghislain Fourreaux  |           |            |

| Période                               | Période  | Identité           | Étiquette | Qualité |
| ------------------------------------- | -------- | ------------------ | --------- | ------- |
| janvier 2022 (réélu en décembre 2023) | En cours | Ghislain Fourreaux |           |         |

### Juridictions
Dans le domaine judiciaire, Peyrillac-et-Millac relève : 
- du tribunal de proximité et du tribunal paritaire des baux ruraux de Sarlat-la-Canéda ;
- du tribunal judiciaire, du tribunal pour enfants, du conseil de prud'hommes et du tribunal de commerce de Bergerac ;
- de la cour d'appel de Bordeaux.

## Démographie
Jusqu'en 1827, les communes de Millac-le-Sec et de Peyrillac étaient indépendantes.

### Démographie de Millac-le-Sec
| 1793 | 1800 | 1806 | 1821 |
| ---- | ---- | ---- | ---- |
| 200  | 191  | 205  | 202  |

### Démographie de Peyrillac, puis de Peyrillac-et-Millac
Les habitants de Peyrillac-et-Millac se nomment les Peyrillacois.
En 2021, dernière année en tant que commune indépendante, Peyrillac-et-Millac comptait 200 habitants. À partir du XXIe siècle, les recensements des communes de moins de 10 000 habitants ont lieu tous les cinq ans (2005, 2010, 2015, 2020 pour Peyrillac-et-Millac). Depuis 2006, les autres dates correspondent à des estimations légales.
Au 1er janvier 2022, la commune déléguée de Peyrillac-et-Millac compte 200 habitants.
| 1793 | 1800 | 1806 | 1821 | 1831 | 1836 | 1841 | 1846 | 1851 |
| ---- | ---- | ---- | ---- | ---- | ---- | ---- | ---- | ---- |
| 150  | 620  | 156  | 179  | 409  | 456  | 454  | 469  | 467  |

| 1856 | 1861 | 1866 | 1872 | 1876 | 1881 | 1886 | 1891 | 1896 |
| ---- | ---- | ---- | ---- | ---- | ---- | ---- | ---- | ---- |
| 470  | 460  | 476  | 513  | 528  | 514  | 465  | 517  | 446  |

| 1901 | 1906 | 1911 | 1921 | 1926 | 1931 | 1936 | 1946 | 1954 |
| ---- | ---- | ---- | ---- | ---- | ---- | ---- | ---- | ---- |
| 406  | 386  | 347  | 292  | 288  | 275  | 279  | 267  | 221  |

| 1962 | 1968 | 1975 | 1982 | 1990 | 1999 | 2005 | 2006 | 2010 |
| ---- | ---- | ---- | ---- | ---- | ---- | ---- | ---- | ---- |
| 246  | 258  | 240  | 253  | 214  | 213  | 202  | 202  | 217  |

| 2015 | 2020 | 2021 | - | - | - | - | - | - |
| ---- | ---- | ---- | - | - | - | - | - | - |
| 223  | 201  | 200  | - | - | - | - | - | - |

## Économie

### Emploi
En 2018, parmi la population communale comprise entre 15 et 64 ans, les actifs représentent 83 personnes, soit 39,3 % de la population municipale. Le nombre de chômeurs (quinze) a légèrement diminué par rapport à 2013 (seize) et le taux de chômage de cette population active s'établit à 17,7 %.

### Établissements
Au 31 décembre 2015, la commune comptait vingt-quatre établissements, dont neuf au niveau des commerces, transports ou services, cinq dans l'agriculture, la sylviculture ou la pêche, quatre dans la construction, quatre relatifs au secteur administratif, à l'enseignement, à la santé ou à l'action sociale, et deux dans l'industrie.

## Culture locale et patrimoine

### Lieux et monuments
- L'église (ou chapelle) Saint-Barthélemy de Millac[77] est de style roman[55].
- L'église Sainte-Anne de Peyrillac[77] a son porche qui date du XVe siècle[55].

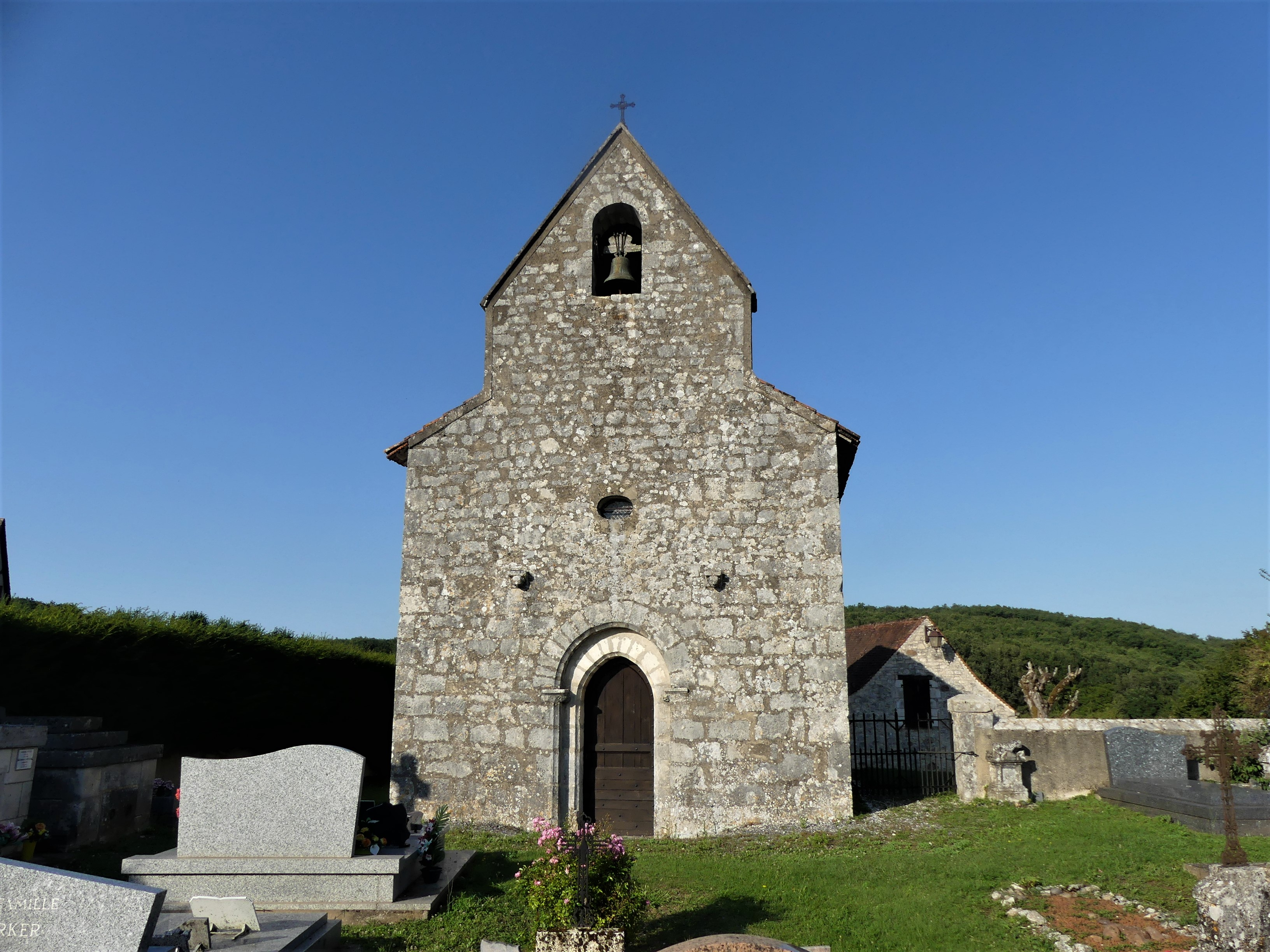
L'église Saint-Barthélemy de Millac.
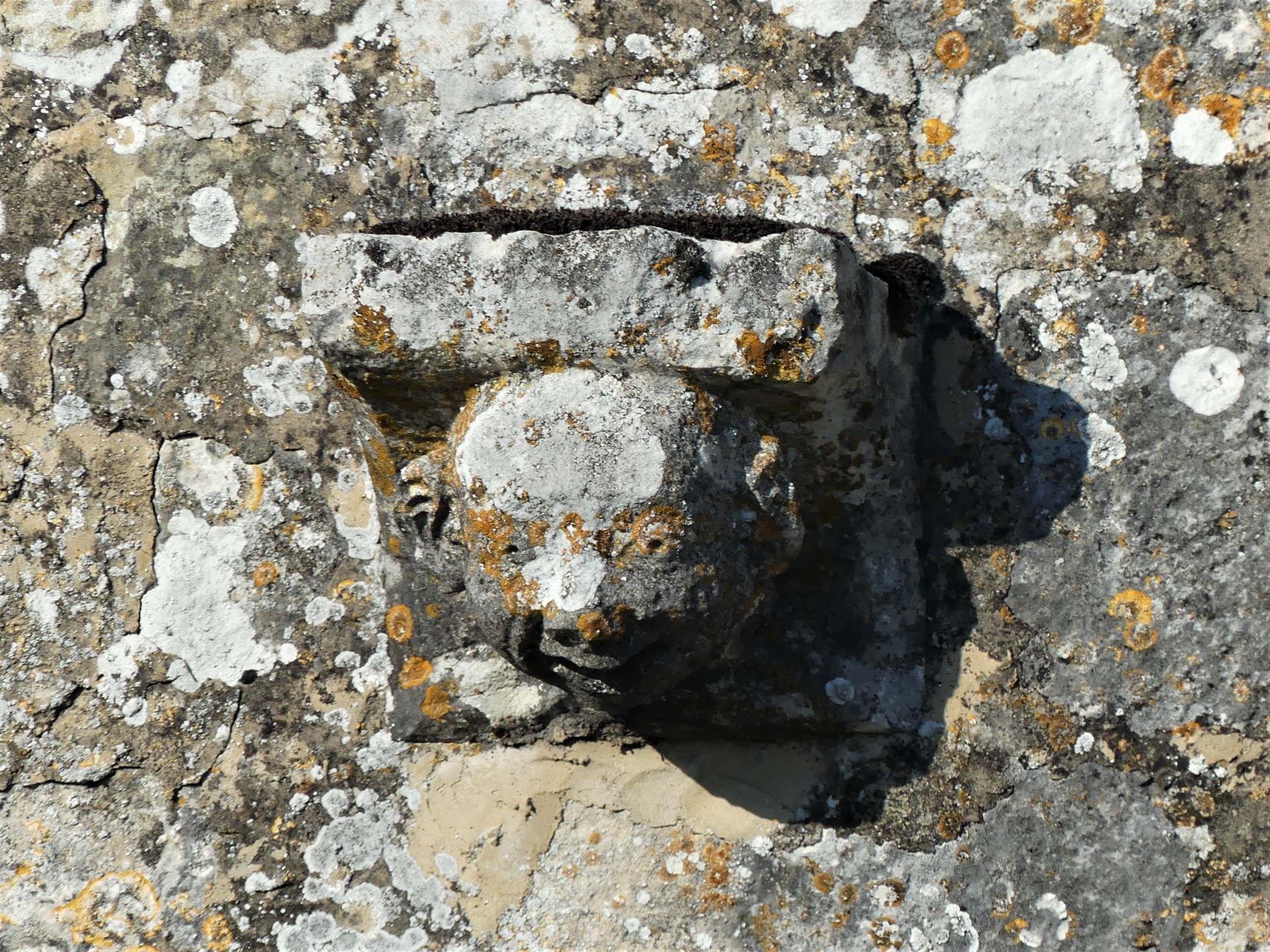
Tête sculptée sur sa façade sud-ouest.
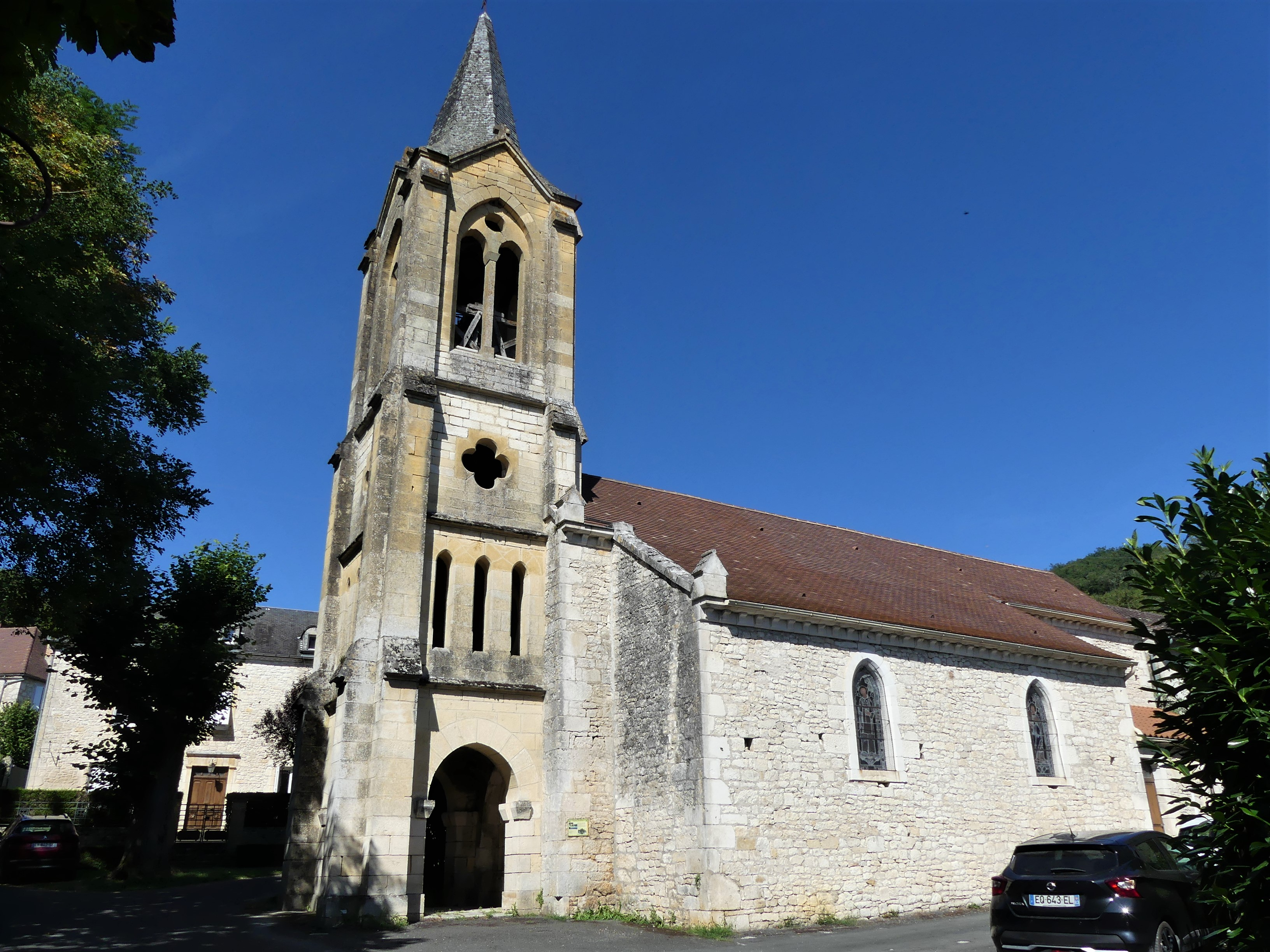
L'église Sainte-Anne de Peyrillac.
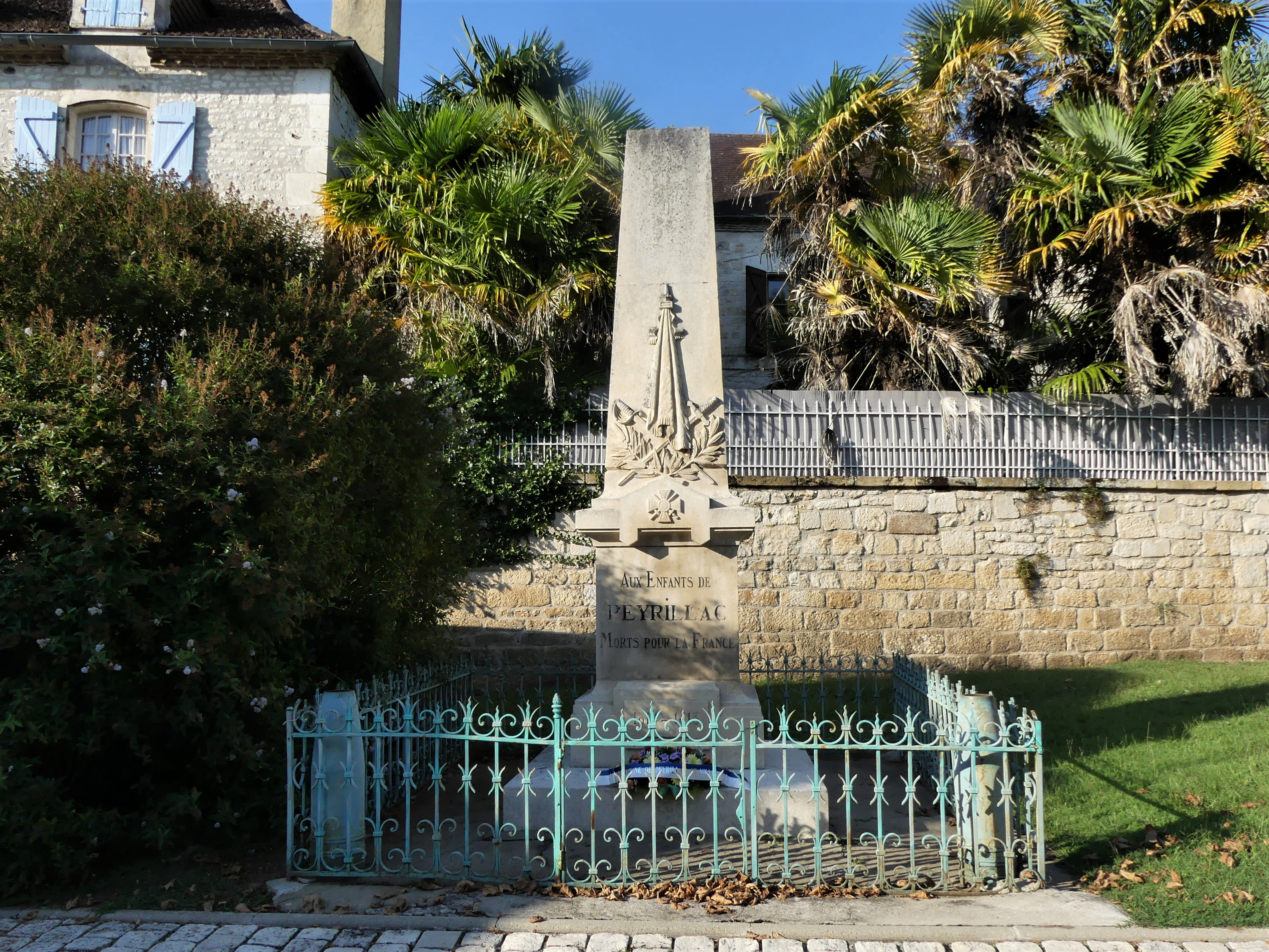
Le monument aux morts.
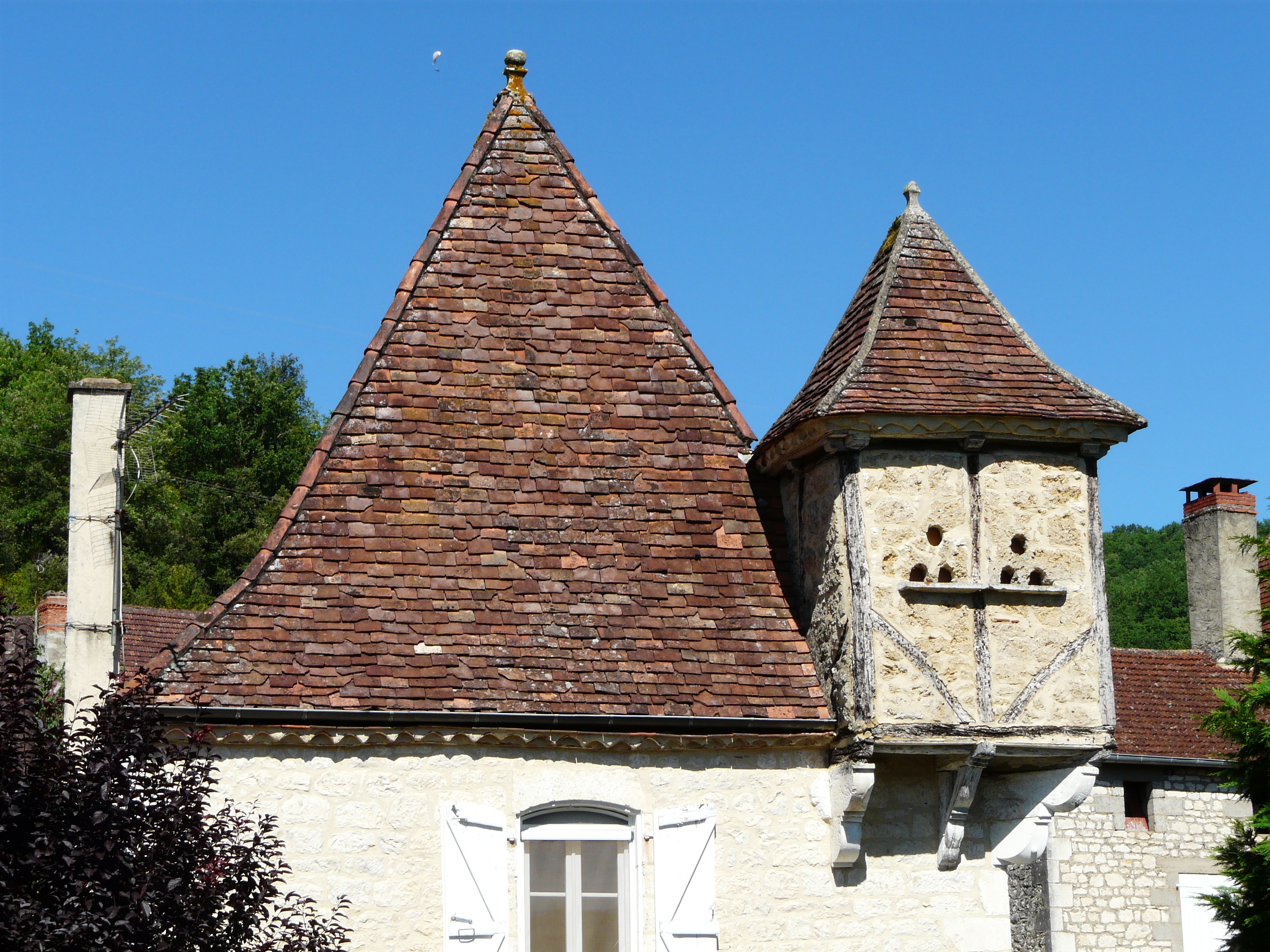
Pigeonnier dans le bourg de Peyrillac.

### Personnalités liées à la commune
- Louis Marie Cordonnier (1854 - 1940), architecte du Nord et du Pas-de-Calais, est mort à Peyrillac.

### Héraldique
| Blason de Peyrillac-et-Millac | Blason  | De sinople chapé d'or.                           |
| Blason de Peyrillac-et-Millac | Détails | Le statut officiel du blason reste à déterminer. |